# 诺图尔恩
诺图尔恩（德語：Nottuln，發音：[ˈnɔtʊln] ⓘ）是德国北莱茵-威斯特法伦州明斯特行政区科斯费尔德县的市镇，面积85.67平方千米，2023年12月31日人口为19,921人。